# Rhophitulus harterae
Rhophitulus harterae là một loài Hymenoptera trong họ Andrenidae. Loài này được Schlindwein & Moure mô tả khoa học năm 1998.